# Top fit
top fit war ein Sportmagazin für Kinder zwischen 9 bzw. 10 und 13 Jahren im Fernsehen der DDR. Die Zuschauer sollten dadurch zu körperlichen Aktivitäten angeregt werden. Moderatorin war Christine Trettin-Errath, die bei den Eiskunstlauf-Weltmeisterschaften 1974 den Weltmeistertitel für die DDR gewann. Verschiedene Sportarten wurden durch prominente Studiogäste vorgestellt. In der regelmäßigen Rubrik top infos wurden aktuelle Geschehnisse rund um den Sport präsentiert. In jeder Sendung gab es zudem eine sportliche Aufgabe für das Studiopublikum.
Zur kindgerechten Präsentation der Inhalte sowie als wiederkehrendes Unterhaltungsmoment wurde die Zeichentrickschnecke Topsy (teilweise auch Topsi geschrieben) eingesetzt. Die Figur der Schnecke entwarf der Grafiker Manfred Bofinger.
Gesendet wurde top fit immer sonntags (vor)mittags, die letzte Ausgabe wurde am 11. Dezember 1990 ausgestrahlt.